# Emir Sahiti
Emir Sahiti (Zemun, 29 november 1998) is een Kosovaarse voetballer met Albanese roots die doorgaans als linkerspits speelt. In 2015 maakte hij zijn debuut in het betaald voetbal voor Rabotnički in de Prva Liga.In augustus 2024 verruilde hij Hajduk Split voor Hamburger SV. In juni 2022 maakte hij zijn debuut voor het nationale team van Kosovo.

## Carrière

### Jeugd
Sahiti begon op zesjarige leeftijd met voetballen bij de Albanese club Ramiz Sadiku. Daarna kwam hij in Kosovo uit voor zowel FC Prishtina en KF Trepça. In 2015 maakte hij de overstap naar het seniorenvoetbal bij de Macedonische club Rabotnički uit Skopje.

### Rabotnički
Op 17 oktober 2015 maakte Sahiti op 16-jarige leeftijd zijn debuut in de Prva Liga onder trainer Igor Angelovski. Tijdens de tiende speelronde begon hij in de basis in het thuisduel tegen Bregalnica Štip, dat eindigde in 0-0. In zijn eerste seizoen (2015/16) kwam hij tot twee basisplaatsen. In zijn tweede seizoen (2016/17), onder de nieuwe trainer Viktor Trenevski, kreeg hij vaker een basisplaats. Een blessure tijdens de winterstop hield hem echter het gehele tweede deel van de competitie aan de kant.
Zijn derde seizoen (2017/18) bij Rabotnički was zijn meest succesvolle. Op 29 juni maakte hij zijn Europese debuut in een kwalificatiewedstrijd voor de Europa League tegen  Tre Penne uit San Marino. In de met 0-1 gewonnen uitwedstrijd viel hij in de 73e minuut in voor zijn broer Suad Sahiti. Enkele maanden later, op 20 september, scoorde hij zijn eerste doelpunt voor Rabotnički tijdens een uitwedstrijd tegen Pobeda Prilep. Met een afstandsschot in de 63e minuut bracht hij de stand op 2-2; het duel eindigde uiteindelijk in 2-4 . Zijn prestaties bleven niet onopgemerkt en in de winterstop werd hij voor zes maanden verhuurd aan Hajduk Split.. Daar maakte hij indruk bij het tweede elftal, waarna hij niet meer terugkeerde naar Rabotnički .

#### Verhuur aan Hadjuk Split
Tijdens zijn verhuurperiode belandde Sahiti in het tweede elftal van Hajduk Split, dat uitkwam in de  tweede Kroatische voetbaldivisie. Op 10 maart 2018 maakte hij zijn debuut in die competitie tijdens de met 3-0 verloren uitwedstrijd tegen HNK Gorica. Hij viel in de 78e minuut in voor Tonio Teklic. Na een moeizame start wist hij onder trainer Sinisa Orescanin een basisplaats te veroveren. Op 9 mei 2018 scoorde hij zijn eerste doelpunt voor Hajduk II in de met 0-2 gewonnen uitwedstrijd tegen NK Solin, waarin hij in de 31e minuut het tweede doelpunt van de wedstrijd maakte. Zijn ontwikkeling en spel in dat halve seizoen maakten zoveel indruk, dat Hajduk hem na afloop van de huurperiode definitief overnam van Rabotnički.

### Hadjuk Split
Op 19-jarige leeftijd ondertekende Sahiti een vierjarig contract bij het Zuid-Kroatische Hajduk Split. Aanvankelijk bleef hij actief in het tweede elftal, maar op 23 februari 2019 maakte hij zijn debuut in de SuperSport HNL. Tijdens het met 0-0 gelijkgespeelde thuisduel tegen HNK Gorica viel hij in de 68e minuut in voor Anthony Kalik in het Poljudstadion. In het seizoen 2019/20 bleef zijn speeltijd beperkt vanwege het stilleggen van de competitie als gevolg van de coronamaatregelen. Om meer minuten te maken, werd hij in het seizoen 2020/21 verhuurd aan HNK Šibenik, eveneens actief op het hoogste Kroatische niveau. Na zijn succesvolle uitleenperiode verlengde hij in de zomer van 2021 zijn contract met vier jaar en keerde terug naar Hajduk, waar hij onder de nieuwe trainer Jens Gustafsson een vaste waarde werd.
Het seizoen 2021/22 groeide uit tot een van zijn beste. Hajduk deed tot het einde mee om de landstitel, maar eindigde uiteindelijk als tweede achter Dinamo Zagreb.. In de nationale beker speelde Sahiti in alle rondes mee en won hij zijn eerste prijs na een 1-3 zege op HNK Rijeka in de finale. Het scenario herhaalde zich in 2022/23: opnieuw werd Hajduk tweede in de competitie, dit keer gevolgd door een bekerwinst op zijn oude club HNK Šibenik. Door een enkelblessure was zijn bijdrage ditmaal echter kleiner. Ondanks de blessure bleef hij onder trainers Ivan Leko en Siniša Šegović een vaste waarde. Kort na de start van het seizoen 2024/25 maakte hij na zes seizoenen de overstap naar het Duitse Hamburger SV. Zijn laatste wedstrijd voor Hajduk speelde hij op 25 augustus tegen NK Istra 1961.

#### Verhuur aan HNK Šibenik
Op 15 augustus maakte Sahiti zijn debuut voor HNK Šibenik onder trainer Krunoslav Rendulić in de met 2-1 verloren uitwedstrijd tegen HNK Rijeka. In het Stadion Rujevica begon hij in de basis en werd in de 72e minuut vervangen door  Toni Spanja. Vanaf de start van het seizoen genoot hij het vertrouwen van de trainer, wat resulteerde in dertig basisplaatsen gedurende de competitie. Op 18 oktober scoorde hij zijn eerste doelpunt voor Šibenik, uitgerekend tegen zijn latere club Hajduk Split. In het met 0-1 gewonnen uitduel tekende hij in de 34e minuut voor het enige doelpunt, na een assist van Yeferson Contreras. In de rest van het seizoen kwam hij nog tot zes doelpunten en sloot hij de competitie af op een zesde plaats. Na 35 wedstrijden keerde hij terug naar Hajduk Split.

### Hamburger SV
Op de laatste dag van de zomerse transferwindow van het seizoen 2024/25  tekende Sahiti een contract tot medio 2027 bij het Noord-Duitse Hamburger SV. In de vijfde speelronde, op 15 september, maakte hij zijn debuut in de met 5-0 gewonnen thuiswedstrijd tegen Jahn Regensburg. Trainer Steffen Baumgart bracht hem in de 82e minuut binnen de lijnen als vervanger van Silvan Hefti. Door een enkelblessure slaagde hij er aanvankelijk niet in om een vaste plek in de basis te veroveren. Eind november werd Baumgart vanwege tegenvallende resultaten ontslagen en opgevolgd door assistent-trainer Merlin Polzin. Deze trainerswissel pakte gunstig uit voor Sahiti: hij kreeg meer speeltijd en groeide uit tot een waardevolle kracht. Na de winterstop maakte hij op 25 januari zijn eerste doelpunt voor HSV in de met 2-3 gewonnen uitwedstrijd tegen Hertha BSC. In de 84e minuut scoorde hij het derde en beslissende doelpunt vanuit een counter. Richting het einde van het seizoen speelde hij opnieuw een hoofdrol in het met 2-2 gelijkgespeelde duel tegen Schalke 04, waarin hij beide treffers voor zijn rekening nam. Dankzij zijn bijdrage had Sahiti een belangrijk aandeel in het succesvolle seizoen van Hamburger SV, dat als tweede eindigde en na 2.555 dagen promoveerde naar de Bundesliga.

## Clubstatistieken
| Seizoen                    | Club              | Competitie      | Competitie | Competitie | Beker | Beker | Internationaal | Internationaal | Overig | Overig | Totaal | Totaal |
| Seizoen                    | Club              | Competitie      | Wed.       | Dlp.       | Wed.  | Dlp.  | Wed.           | Dlp.           | Wed.   | Dlp.   | Wed.   | Dlp.   |
| -------------------------- | ----------------- | --------------- | ---------- | ---------- | ----- | ----- | -------------- | -------------- | ------ | ------ | ------ | ------ |
| 2015/16                    | Rabotnički        | Prva Liga       | 7          | 0          | –     | –     | –              | –              | –      | –      | 7      | 0      |
| 2016/17                    | Rabotnički        | Prva Liga       | 16         | 0          | –     | –     | –              | –              | –      | –      | 16     | 0      |
| 2017/18                    | Rabotnički        | Prva Liga       | 9          | 1          | –     | –     | 3              | 0              | –      | –      | 12     | 1      |
| 2017/18                    | → Hajduk Split II | 1. HNL          | 9          | 1          | –     | –     | –              | –              | –      | –      | 9      | 1      |
| 2018/19                    | Hajduk Split II   | 1. HNL          | 14         | 1          | –     | –     | –              | –              | 4      | 0      | 18     | 1      |
| 2019/20                    | Hajduk Split II   | 1. HNL          | 2          | 0          | –     | –     | –              | –              | –      | –      | 2      | 0      |
| 2020/21                    | → HNK Šibenik     | HNL             | 33         | 7          | 2     | 0     | –              | –              | –      | –      | 35     | 7      |
| 2021/22                    | Hajduk Split      | HNL             | 32         | 5          | 5     | 1     | 2              | 1              | –      | –      | 39     | 7      |
| 2022/23                    | Hajduk Split      | HNL             | 27         | 4          | 1     | 0     | 4              | 1              | 1      | 0      | 33     | 5      |
| 2023/24                    | Hajduk Split      | HNL             | 32         | 4          | 3     | 2     | 2              | 0              | 1      | 0      | 38     | 6      |
| 2022/23                    | Hajduk Split      | HNL             | 32         | 3          | 2     | 0     | –              | –              | –      | –      | 34     | 3      |
| 2024/25                    | Hajduk Split      | HNL             | 4          | 0          | –     | –     | 3              | 0              | –      | –      | 7      | 0      |
| 2024/25                    | Hamburger SV      | 2. Bundesliga   | 22         | 3          | –     | –     | –              | –              | –      | –      | 22     | 3      |
| Carrière totaal            | Carrière totaal   | Carrière totaal | 240        | 29         | 13    | 3     | 14             | 2              | 6 *    | 0      | 273    | 34     |
| Bijgewerkt tot 4 juni 2025 |                   |                 |            |            |       |       |                |                |        |        |        |        |

* In het seizoen 2018/19 kwam Sahiti vier keer in actie voor het eerste elftal van Hajduk Split, terwijl hij officieel nog deel uitmaakte van het tweede team. In zowel het seizoen 2022/23 als 2023/24 speelde hij mee in de Kroatische Supercup.

## Interlandloopbaan
Sahiti kwam uit voor Albanië –21, maar nam met dat team niet deel aan een Europees eindtoernooi. In december 2021 besloot hij uit te komen voor het  nationale elftal van Kosovo.

### Albanese jeugdelftallen
Sahiti maakte op 14 november 2017 zijn debuut voor Albanië –21 onder bondscoach Alban Bushi, tijdens een oefeninterland tegen de leeftijdsgenoten van Georgië.. In het met 3–0 verloren duel in Tbilisi stond hij in de basis en werd hij in de 65e minuut vervangen door Armend Aslani. Op 5 juni 2018, in zijn vierde jeugdinterland, maakte hij zijn eerste doelpunten. In het met 3–2 gewonnen duel tegen Wit-Rusland in Cërrik tekende hij voor de 2–1 en 3–1. In totaal kwam Sahiti tot negen jeugdinterlands, waarin hij tweemaal tot scoren kwam. Het lukte hem niet zich met Albanië –21 te kwalificeren voor een eindtoernooi. Zowel het EK 2019 in Italië en San Marino als de editie van 2021 in Hongarije en Slovenië werden gemist.
| Jeugdinterlands van Emir Sahiti voor Albanië () | Jeugdinterlands van Emir Sahiti voor Albanië () | Jeugdinterlands van Emir Sahiti voor Albanië () | Jeugdinterlands van Emir Sahiti voor Albanië () | Jeugdinterlands van Emir Sahiti voor Albanië () | Jeugdinterlands van Emir Sahiti voor Albanië () |
| №                                               | Datum                                           | Wedstrijd                                       | Uitslag                                         | Soort Wedstrijd                                 | Doelpunten                                      |
| Als speler bij Albanië –21                      | Als speler bij Albanië –21                      | Als speler bij Albanië –21                      | Als speler bij Albanië –21                      | Als speler bij Albanië –21                      | Als speler bij Albanië –21                      |
| ----------------------------------------------- | ----------------------------------------------- | ----------------------------------------------- | ----------------------------------------------- | ----------------------------------------------- | ----------------------------------------------- |
| 1.                                              | 14 november 2017                                | Georgië – Albanië                               | 3 – 0                                           | Vriendschappelijk                               |                                                 |
| 2.                                              | 27 maart 2018                                   | Slowakije – Albanië                             | 4 – 1                                           | EK-kwalificatie 2019                            |                                                 |
| 3.                                              | 28 mei 2018                                     | Albanië – Bosnië en Herzegovina                 | 0 – 2                                           | Vriendschappelijk                               |                                                 |
| 4.                                              | 5 juni 2018                                     | Albanië – Wit-Rusland                           | 3 – 2                                           | Vriendschappelijk                               | Goal · Goal                                     |
| 5.                                              | 8 juni 2018                                     | Albanië – Wit-Rusland                           | 1 – 1                                           | Vriendschappelijk                               |                                                 |
| 6.                                              | 6 september 2018                                | Spanje – Albanië                                | 3 – 0                                           | EK-kwalificatie 2019                            |                                                 |
| 7.                                              | 11 oktober 2018                                 | Albanië – Spanje                                | 0 – 1                                           | EK-kwalificatie 2019                            |                                                 |
| 8.                                              | 16 oktober 2018                                 | Estland – Albanië                               | 2 – 2                                           | EK-kwalificatie 2019                            |                                                 |
| 9.                                              | 23 maart 2019                                   | Albanië – Turkije                               | 1 – 2                                           | EK-kwalificatie 2021                            |                                                 |
| 10.                                             | 26 maart 2019                                   | Andorra – Albanië                               | 2 – 2                                           | EK-kwalificatie 2021                            |                                                 |
| 11.                                             | 9 september 2019                                | Albanië – Oostenrijk                            | 0 – 4                                           | EK-kwalificatie 2021                            |                                                 |
| Bijgewerkt tot 7 september 2024                 |                                                 |                                                 |                                                 |                                                 |                                                 |

### Kosovo
Sahiti maakte zijn debuut voor het Kosovaars voetbalelftal op 9 juni 2022 onder bondscoach Alain Giresse, tijdens een wedstrijd in de Nations League 2022/23 tegen Noord-Ierland. In het met 3–2 gewonnen duel in het Fadil Vokrri Stadion viel hij in de 89e minuut in voor Milot Rashica. Enkele dagen later kreeg hij opnieuw speeltijd; in de uitwedstrijd tegen Griekenland kwam hij wederom in de slotminuut binnen de lijnen. Op 15 oktober 2024 maakte Sahiti zijn eerste interlanddoelpunt. In de met 3–0 gewonnen thuiswedstrijd tegen Cyprus in het kader van de Nations League 2024/25  tekende hij in de 70e minuut voor de derde treffer van de avond.
| Interlands van Emir Sahiti voor Kosovo | Interlands van Emir Sahiti voor Kosovo | Interlands van Emir Sahiti voor Kosovo | Interlands van Emir Sahiti voor Kosovo | Interlands van Emir Sahiti voor Kosovo | Interlands van Emir Sahiti voor Kosovo |
| №                                      | Datum                                  | Wedstrijd                              | Uitslag                                | Soort Wedstrijd                        | Doelpunten                             |
| -------------------------------------- | -------------------------------------- | -------------------------------------- | -------------------------------------- | -------------------------------------- | -------------------------------------- |
| 1.                                     | 9 juni 2022                            | Kosovo – Noord-Ierland                 | 3 – 2                                  | Nations League 2022/23 (Divisie C)     |                                        |
| 2.                                     | 12 juni 2022                           | Griekenland – Kosovo                   | 2 – 0                                  | Nations League 2022/23 (Divisie C)     |                                        |
| 3.                                     | 6 september 2024                       | Kosovo – Roemenië                      | 0 – 3                                  | Nations League 2024/25 (Divisie C)     |                                        |
| 4.                                     | 9 september 2024                       | Cyprus – Kosovo                        | 0 – 4                                  | Nations League 2024/25 (Divisie C)     |                                        |
| 5.                                     | 9 september 2024                       | Kosovo – Cyprus                        | 3 – 0                                  | Nations League 2024/25 (Divisie C)     | Goal                                   |
| Bijgewerkt tot 8 januari 2025          |                                        |                                        |                                        |                                        |                                        |

## Persoonlijk
Sahiti werd geboren in Zemun, een voorstad van de Servische hoofdstad Belgrado. Toen hij vier maanden oud was, verhuisde het gezin naar de Kosovaarse hoofdstad Pristina. Zijn drieënhalf jaar oudere broer Suad is eveneens actief als professioneel voetballer.

## Erelijst
| Winnaar Kroatische voetbalbeker | 2x | 2021/22 en 2022/23 |